# 第163歩兵師団 (ドイツ国防軍)
第163歩兵師団(ドイツ語: 163. Infanterie-Division)、別名エンゲルブレヒト師団(スウェーデン語: Engelbrechtdivisionen)は、ドイツ国防軍陸軍に存在した歩兵師団である。

## 概要

### 運用
第163歩兵師団は1939年11月に組織された。1940年にはヴェーザー演習作戦に加わり、オスロ、クリスチャンサン、アーレンダール、スタヴァンゲルなどノルウェー諸都市へ侵攻した。1941年6月からはバルバロッサ作戦発動に伴い、スヴィリ川周辺のフィンランド軍の援護についた。
1942年2月、カンダラクシャ付近で第36山岳軍団の指揮下に入った。その後、ラップランド戦争によってフィンランドからドイツ軍がノルウェーへ撤退するまで、第163歩兵師団はそこに留まっていた。1945年にはドイツ本国へ移動しベルリン防衛に当たっていたが、3月に起こったポメラニアでのソ連軍との戦闘で師団は壊滅した。

### 中立国スウェーデンの通過
バルバロッサ作戦の発動や継続戦争の勃発に伴い、第163歩兵師団はノルウェーからフィンランドへ即座に移動しなければならなかった。その際、中立国であるスウェーデン政府が自国内を鉄道で安全に通行する保障と許可を師団に与えていた。中立の立場をとっていたスウェーデンが枢軸国に肩入れしたともとれるこの行動は、当時多くの議論を生むこととなった。師団自体は6月25日から7月12日にかけて、無事スウェーデンを通過している。
スウェーデン国内では、第163歩兵師団を当時の師団長エルヴィン・エンゲルブレヒトの名を取り「エンゲルブレヒト師団」と呼んでいる。

## 歴代師団長
- エルヴィン・エンゲルブレヒト砲兵大将：(1939年10月25日 – 1942年6月15日)
- アントン・ドストラー歩兵大将：(1942年6月15日 – 1942年12月28日)
- カール・リューベル中将：(1942年12月29日 – 1945年3月8日)